# Орбітальна енергетична система

Абстракція на тему супутника-ретранслятора променистої енергії розташованого на геостаціонарній орбіті, котрий є складовою космічної енергосистеми

Космі́чна орбіта́льна геліоенергети́чна система, або орбіта́льна енергосисте́ма (КоГЕС) —- взаємопов'язана сукупність обладнання, машин та технологій для збору сонячної енергії в космічному просторі для подальшого використання на поверхні планети, а також живлення космічних апаратів на стаціонарних та перехідних орбітах.
КоГЕС відрізняється від звичних методик збору сонячної енергії тим, що фотоелементи або геліозбирачі, які безпосередньо є пристроєм, що нагромаджує сонячну електромагнітну енергію, розміщені на геостаціонарній орбіті на супутнику-ретрансляторі променистої енергії. За допомогою нього генерується мікрохвильовий електромагнітний потік, що фокусується на ректенні трансформаторні станції на Землі, де він перетворюється на електричний струм. Таким чином, виробництву електроенергії від світила (Сонця) не перешкоджають загальновідомі ефекти природи, як зміна пір року, хмарність, циклічність дня і ночі чи фільтраційний вплив атмосфери.

## Передумови побудови КоГЕС

Зліва: Частина сонячної енергії втрачається на шляху через атмосферу завдяки явищам відбиття та поглинання.
Справа: Космічна енергосистема конвертує сонячні промені у мікрохвилі поза межами атмосфери, уникаючи втрат та затримок через обертання планети.

Згідно з керуванням Міжнародного радіаційного центру у 1985 році щодо позаземного рівня променистої сонячної світності, її величина становить 1367 Вт/м². Інтегральна світність на теренах — 950 Вт/м². Таким чином, промениста енергія Сонця в космічному просторі на 144 % більша від поверхневої і має відмінний спектральний профіль. Найбільший інтерес до орбітальної геліоенергетики аргументується загальною тривалістю часу, упродовж якого збирачі випромінення безпосередньо піддаються стаціонарно високому рівню електромагнітного потоку від світила. Більшу частину року енергосистема на базі угрупування супутників-ретрансляторів може збирати енергію цілодобово. Водночас установка на Землі робить те саме тільки 12 годин на день за умови, коли погода є сприятливою, і тільки упродовж години-пік обставини є добрими, а також сяяння значно послаблене під час вечірніх сутінок та вдосвіта.
Збір сонячної променистої енергії в космічному просторі для використання на поверхні Землі анонсує дві нові проблеми та може пом'якшити одну наявну. Перша — це введення в експлуатацію геліоенергетичних супутників, а друга — це передача потужності на планету. Що до першої, то тут необхідна модернізація існуючих технологій виробництва матриці фотоелементів. Багато проєктів КоГЕС базується на використанні мікрохвильових променів для бездротової ретрансляції геліопотужності. Супутник-ретранслятор трансформував би променисту енергію в електричну, приводячи у дію мікрохвильовий випромінювач, сфокусований у сторону приймача на поверхні. Динамічні геліотермальні енергосистеми на штучних супутниках теж вивчаються. Оскільки промінь є керованим, то його можна спрямувати за потреби для задоволення періодів підвищених навантажень у певних місцях (наприклад, найжаркіші регіони сезону літа або значні заморозки взимку). Також актуальною проблемою споживачів електроенергії є транспортування електричного струму на довгі відстані від генераторів електропотужностей. Така проблема виникає хоча би тому, що один тип приймальних антен, так званих ректен, є відносно дуже дешевий, то це може спонукати скорочення потреб у лініях електропередачі шляхом розумного розташування мікрохвильових збирачів. Це потенційно знизить ціну й мережеві збої перемикання, такі як аварії 1965 та 2003 років.
Деякі проблеми, що є природними для наземних геліоенергетичних збирачів, можна цілковито усунути шляхом такого проєктування. Наприклад, залежність від погодних умов, забруднення чи корозія, пошкодження диким звіром чи рослинністю. Хоча інші виклики можуть виникнути також, як, наприклад, прискорений радіаційних знос та удари мікрометеоритів.

## Історія

### Розвиток подій
Концепція орбітальної енергосистеми, початково відомої як супутникова система ретрансляції сонячної енергії, була описана у листопаді 1968 року. В 1973 році Пітер Глейзер отримав патент США за номером 3 781 647 про винахід передачі енергії на довгі відстані використовуючи мікрохвильове випромінювання від одної надвеликої (до 1 кв. кілометра) антени супутника до іншої значно більшої на поверхні планети, відомої як ректена.
Пізніше Глейзер працював у компанії «Arthur D. Little, Inc.», як віце-президент. Національна авіакосмічна адміністрація США підписала контракт із цією організацією, що передбачав провідну роль у групі із чотирма іншими підприємствами по дослідницькій роботі у цій області науки. За результатом такої співпраці було зроблено висновок, що дана концепція передачі енергії мала деякі серйозні вади. В основному, вартість виводу на орбіту необхідних матеріалів та обмеженість досвіду в управлінні проєктами такої величини у відкритому космосі. Проте, серйозність задуму апелювала до продовження експериментів та розробок технології.
Між 1978 та 1981 роками Конгрес США авторизував ДОЕ і НАСА співпрацювати у дослідженні. Вони заснували концепцію «Експертна оцінка та розробка системи енергетичних супутників»

На базі згаданих напрацювань було опубліковано декілька звітів, що висвітлювали можливі інженерно-технічні, та соціально-економічні складності у просуванні цього проєкту. Такими є:
1. Вимоги до ресурсів в екстремальних умовах (матеріали, потужності та земельні угіддя)[7];
2. Управління фінансами та організаційними проєктами[8][9];
3. Громадська співучасть[10];
4. Державна та регіональна політика що до системи енергетичних мікрохвильових супутникових приймальних антенних установок[11];
5. Співучасть студентів та молоді[12];
6. Ефективність лазерів для дистанційної передачі енергії у ракурсі орбітальної енергетичної системи[13];
7. Міжнародні домовленості[14][15];
8. Централізація та децентралізація[16];
9. Вилучення виняткових зон для ректенних установок[17];
10. Економічні та демографічні наслідки щодо впровадження системи[18];
11. Метеорологічний вплив на розповсюдження проміння, генерованого лазерами прямої сонячної накачки[19];
12. Експеримент щодо громадських стосунків[20];
13. Технічне завдання прийому-передачі енергії та експериментальна оцінка[21];
14. Механізм орбітального траспортного зв'язку[22];

Департамент відділу оцінки технологій у відповідь на запит Сенату США про потенційні можливості одного із найбільш амбіційних та довгострокових проєктів космічної енергосистеми підсумував: 
|  | Занадто мало зараз відомо про технічні, економічні та екологічні аспекти КоГЕС для того, щоб зробити обґрунтоване рішення щодо продовження подальшої розробки та впровадження системи. А також, без подальших досліджень, підтвердження та оцінки інженерно-технічних рішень цілий проєкт може стати підприємством високого ризику. |

Проте, нещодавно інтерес до космічної енергосистеми зріс знову у зв'язку із підвищенням потреб та зростанням ціни на носії енергії, а також впливу на навколишнє середовище шкідливих викидів від згорання вуглеводнів. Починаючи із 1997 року, Національна Аерокосмічна Адміністрація США проаналізувала зміни, що відбулися у технічній та економічній галузях економіки і обґрунтувала їх у «Фреш лук» експертному аналізі.
Ще одна дуже важлива особливість, що із часів ДОЕ собівартість виводу корисного навантаження на орбіту Землі значно зменшилася, що є критичним для побудови орбітальної енергосистеми.

### Хронологія ключових моментів
- 1968: Др. Пітер Глейзер[en] запропонував концепцію великої геліоенергетичної супутникової системи із розміром колекторів сонячного випромінення у декілька квадратних кілометрів, які розташовані на геостаціонарній орбіті, для збору сонячної променистої енергії із метою подальшої її ретрансляції у мікрохвильовий електромагнітний промінь, передаючий придатну для використання потужність до приймальних ректенних станцій, що у подальшому була би розповсюджена по національній електричній мережі у вигляді електроструму;
- 1970: ДОЕ[en] та НАСА дуже прискіпливо вивчає концепцію системи геліоенергетичних супутників;
- 1973: Др. Пітер Глейзер[en] отримав патент під номером 3 781 647 за винахід методу передачі енергії на довгі відстані використовуючи мікрохвильове електромагнітне випромінювання від дуже великої антени супутника до ще більшої антени на поверхні планети, відомої як ректена;
- 1994: Військово-повітряні сили США проводять розширений експеримент щодо матриці фотоелементів, використовуючи штучний супутник, виведений на низьку навколоземну орбіту за допомогою ракети Пегас;
- 1995—1997: НАСА проводить «Фреш лук»[24] експериментальний аналіз концепції та технологій по космічній сонячній енергетиці;
- 1998: «Теорія обґрунтування космічної геліоенергетики»[en] констатує комерційну раціональність технології геліоенергетичних супутників-ретрасляторів із певними, цілком визначеними ризиками у технічній та програмній областях;
- 1999: НАСА ініціювало заснування «Технологічно-дослідницької програми космічної сонячної енергетики»;
- 2000: У Сенаті США від НАСА звітує Джон Манкинс про «Надмасштабну і дуже складу структуру космічної геліоенергетики, інтегровану у системи, що вимагають значних вдосконалень у теперішніх технологіях та можливостях, цілковито можливо протягом кількох десятеліть»[25];
- 2001: Вільям Мейнес заснував корпорацію «ПаверСат Корпорейшин»;
- 2001: Др. Невиль Марзвел від НАСА стверджує: |  | Тепер ми володіємо технологією перетворення сонячної енергії з ефективністю від 42 до 56 відсотків… Ми зробили приголомшливий прогрес… Проте, коли ви сконцентруєте сонячні промені із використанням великих дзеркал чи лінз — то отримаєте більше за свої гроші через те, що основна вартість — у фотоелементах… Існує елемент ризику, але ви можете знизити його… Ви можете змонтувати ці малі приймачі у пустелі чи в горах, що-дальше від заселених районів… Ми віримо, що через 15—20 років вартість буде зменшено до 7—10 центів за кіловат-годину… Ми пропонуємо перевагу. Вам не потрібно кабелів, трубопроводів, газу чи мідних проводів. Ми змогли би вам це постачати на зразок дзвінка по стільниковому телефону у місце де потрібно, та коли потрібно, і це все — на шкалі реального часу |
- 2001: НАСДА[en] (Японське Національне Космічне Агентство) оголосило плани провести додаткові дослідження та моделювання запуску експериментального супутника потужністю від 10 кіловат до 1 мегавата[27][28];
- 2007: Бюро національної космічної безпеки Пентагону видало звіт[29] 10 жовтня 2007 року, що повідомлював про наміри збору сонячної енергії із космосу для використання на поверхні Землі із метою забезпечення підтримки Сполучених Штатів у сьогоденних відносинах із Середнім Сходом та у конкурентній боротьбі за нафту. Міжнародна Космічна Станція напевно буде першим тестом цієї нової ідеї, навіть незважаючи на низьку орбіту;
- 2007: У травні 2007 року було організовано семінар[30] на базі МІТ для перегляду поточного стану кон'юнктури на ринку та технології;
- 2009: Нове підприємство «Спейс Енерджі, Інк.» планує запропонувати сонячну енергію у комерційних масштабах. Вони стверджують, що розробили дуже надійну ділову платформу і зможуть запропонувати космічні геліопотужності протягом десяти років;
- 2009: Корпорація «Пасифик Гес енд Електрик» оголосила про клопотання щодо адміністративного дозволу на угоду законтрактувати у «Соларен» 200 МВт геліопотужностей починаючи із 2016 року, котрі остання планує запропонувати через орбітальну енергосистему[31][32][33];

- 2009: Корпорація «ПаверСат» підшиває патент щодо формування угрупування супутників із метою створення єдиного когерентного мікрохвильового променю, а також механізму використання матриці фотоелементів для живлення іонного реактивного двигуна переходу із низької навколоземної до геостаціонарної орбіти[34];
- 2009: Японія заявляє про плани запуску формування енергетичних супутників-ретрансляторів, що незабаром передаватимуть корисну потужність на поверхню планети за допомогою мікрохвильового променю. Вони сподіваються побудувати перший із них до 2030 року[35];

## Інженерно-конструкторські рішення
Космічна орбітальна енергетична система по суті складається із трьох частин:
1. засобів збору сонячної енергії у космічному просторі. Наприклад, фотоелементів чи геліотермальних збирачів.
2. засобів ретрансляції потужностей на поверхню планети. Наприклад, використовуючи мікрохвильовий промінь.
3. засобів прийому електромагнітної енергії на Землі. Наприклад, мікрохвильових антен, або по-іншому — ректен.

Орбітальна частина системи буде розміщуватися в умовах мікрогравітації, та не потребувала би опор інших, ніж відносно слабких, утримуючих деформації припливу та відпливу. Вона також не потребує захисту від наземних негараздів, таких як вітер чи непогода. Проте, необхідно буде протистояти небезпекам, що надходять із космічного середовища: мікрометеоритам та сонячним бурям.

### Геліоенергетичні трансформатори
Тепер існує три основних способи перетворення сонячного випромінення для задоволення режимів роботи КоГЕС: фотоелектронні колектори, геліоенергетичні динамічні колектори та лазери прямої сонячної накачки.

#### Фотоелектронні збирачі

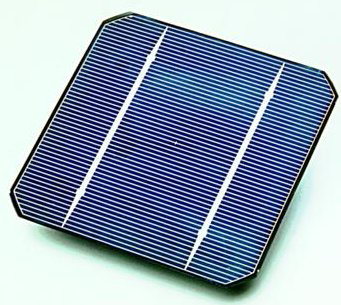
Типовий вигляд напівпровідникової фотоелектронної комірки

Більшість розробок супутників-ретрансляторів геліопотужностей реалізовано на фотоелектронних елементах, загально відомих для публіки як сонячні панелі. Фотоелектронні збирачі будуються на основі напівпровідникових комірок, що перетворюють фотони в електричний струм посередництвом квантового механізму. Варто зазначити, вони не є ідеальними на практиці. Чистота матеріалу та недосконалість їх виробництва впливає на показники ефективності використання. Так, ефективність деяких нових тонких плівок була всього від 20 % у найгірших, та до 41 % у найкращих до кінця 2009 року, проте дуже недорогих та зазвичай легких. У березні 2010 група Калтеку продемонструвала, що напевно така ситуація може принципово змінитися: вони стверджують, що було досягнуто коефіцієнту перетворення променистої енергії Сонця у 85 %, а для заданої довжини хвилі цей показник доходить до 95 %. Так само говориться, що квантова ефективність для використаної будови напівпровідникової комірки — майже ідеальною. Вартість виробництва в наш час невідома, оскільки була виготовлена тільки експериментальна партія.
На супутнику геліоенергетичної ретрансляції фотоелектронні комірки швидше всього відрізнялися би від своїх попередників, захищених шаром скла на панелях. Це важливо для оптимізації ваги. Також, необхідно врахувати радіаційне навантаження у відкритому космосі. Такий запобіжний захід може бути виконаний у формі тонких силіконових плівок, що є дуже стійкими до іонізуючого випромінювання. Плюсом була би відсутність елементів захисту від корозії та біологічних пошкоджень, що характерно для наземного застосування. А ще, сонячні панелі на супутнику КоГЕС не потребують каркаса, аналогічного земному. Це можливо тільки за умови відсутності значних гравітаційних і кліматичних навантажень.

#### Термодинамічні збирачі
Підвищенні вимоги до систем живлення космічних апаратів стимулюють процес вдосконалення енергетичних установок та поступове збільшення їх ефективності, а також спонукають втілення відповідних технологічних новинок найкращого ґатунку. Геліоенергетичний термодинамічний генератор є перспективним пристроєм виробництва електричної потужності на орбіті в умовах вакууму для забезпечення роботи енергоємних агрегатів.
Нещодавно, термонакопичувачі почали будуватися із використанням матеріалів фазового переходу прихованої теплоти. Для прикладу, зміна агрегатного стану солі застосовується для зберігання теплової енергії. По своїй суті, колектор теплоти — це ніщо інше, як обмінник, що передає енергію до робочої рідини, котра у свою чергу приводить у дію тепловий двигун. У загальній кількості для даного застосування існує три типи такого двигуна, що генерували би практично придатну потужність. Такими є механізми на базі циклів Брайтона, Рєнкіна та Стірлінга.
Космічні теплообмінники повинні зберігати достатньо енергії під час періоду живлення променистого потоку світила в апертурний канал системи для того, щоб виробляти необхідну порцію потужності на відрізку часу орбітального екліпсу. Основними компонентами геліоенергетичної термодинамічної системи є дзеркальний концентратор, тепловий накопичувач, система утримування теплоти, термодинамічний тепловий двигун, електричний генератор та система відводу паразитного нагріву.
Найвимогливішим є тепловий колектор. Від нього залежить розмір системи, а також ефективність її роботи. Так, наприклад, згідно з Концептуальним Проєктом Вдосконаленого Термонакопичувача започаткованим НАСА Льюіс Ресєрч Сентер, запропоновано деякі рекомендації та дві нові схеми. Перша схема вказує на трикутну геометричну конфігурацію трубок усередині пристрою. У такому варіанті тепло передається краще до робочої рідини, хоча зменшення розміру самого пристрою і не є можливим. Друга схема описує чутливий термонакопичувач. У ній, як провідник теплоти, задіяний полімерний матеріал із графітного волокна(VGCF/C), що утворюється у процесі випаровування.
На додаток до згаданих вище двох схем будови теплового колектора, було розглянуто ідею використання реакції атомного кисню із нітридом бору, котрий зазнавав мізерної втрати маси у процесі контакту двох речовин. Цей матеріал міг би бути використаний для виготовлення апертурної пластини блоку замість графіту у вхідному каналі забору теплової енергії.

#### Лазери прямої сонячної накачки
Лазери прямої сонячної накачки мають значну перевагу перед звичайними твердотільними чи газовими лазерами, які покладаються на використання електроенергії для генерації когерентного випромінювання. Таке положення справ складається через втрату приблизно 60 % потужності на проміжному етапі конвертування променистої енергії Сонця в електричну. Для продукування лазерного променю за допомогою сонячного сяйва, його необхідно спочатку сконцентрувати перед заживленням в медіум когерентного генератора. Мінімум показника щільності концентрації енергії Сонця, що зумовлює старт генерування, залежить від розміру лазера, величини поглинання променистої енергії та параметрів термічного навантаження, які залежать від стійкості матеріалу до внутрішніх напруг, спричинених градієнтом перепаду температур.
Декілька лазерних технологій розглядаються як потенційні схеми практичного вжитку у видимому та інфрачервоному діапазонах. Діапазон видимого випромінення можна експлуатувати із використанням твердотільних лазерів, як найкращий спосіб збору променистої геліопотужності. У такому випадку, можна покладатися на лазерні діоди чи інші матеріали, як, наприклад, Nd-Yag. Лазерний діод - найефективніший когерентний генератор із загальною практично досяжною ефективністю у 80 %, а також довжиною несучої хвилі в інтервалі 795—850 nm. Одною із найпомітніших спроб є розробка діодів, що випромінюють за довжиною хвилі в 950 nm при накачці оптоволоконного лазера електромагнітним випроміненням в 1.55 мкм.
Випромінювач значної площі будується із застосуванням тисяч індивідуальних діодів, але основною перешкодою є температурний режим таких збірок, що мають бути узгодженими за когерентністю променя. Наступні прилади придатні для оптичної накачки твердотільних лазерів. Функціонування більшості із них ґрунтується на кристалічних технологіях: Nd:YAG, Nd:Y2O3, Ruby. Вони накачуються світловою енергією у видимому діапазоні. Лазер Nd:YAG, що випромінює на довжині хвилі 1.0064 мкм, має найширше використання, а також може ефективно накачуватися сонячним промінням чи лазерними діодами. При цьому, вихідний промінь має довжину хвилі 0,532 мкм. Методика прямої сонячної накачки є досить привабливою, особливо із огляду на впровадження гнучких пустотілих волоконних лазерів, які вирішують коло питань щодо трансформування променистої енергії світила.
Якщо ж брати до уваги інфрачервоний спектр оптичного випромінення, то впровадження CO2-лазерів є дуже ймовірним. Довжина несучої хвилі — 10,2 мкм, а ефективність трансформування — 10 % за умови, коли розсіювання теплової енергії оптимальне.
Лазери прямої сонячної накачки спочатку покладалися на надзвичайно великі дзеркала для фокусування сонячного світла на кристал. Проте, Ябе та його колеги розробили компактний когерентний генератор, який у тричі покращує ефективність в порівнянні із попереднім дизайном з огляду, наскільки багато енергії можна передати маючи в наявності задану величину сонячного сяяння. Кристал Nd:YAG додатково легується хромом, що розширює спектральний діапазон поглинання.
Ще одне технологічне рішення із застосуванням малих френелівських лінз дозволяє позбутися великих дзеркал і зменшити кількість матеріалу, необхідного для побудови такого пристрою шляхом впровадження лінз у вигляді концентричних кілець.

### Бездротова трансляція геліопотужностей на планету
Бездротова трансляція геліопотужностей була запропонована раніше, як спосіб передачі енергії від колекторів на орбіті до приймачів на поверхні. Ця технологія трансформування може бути втілена у життя у вигляді мікрохвильового чи лазерного випромінювання, застосовуючи цілий діапазон частот у залежності від інженерної будови системи. У будь-якому випадку, довжина несучої хвилі має бути такою, що відноситься до ряду неіонізуючих із метою запобіганню впливу на екосистему чи біоту середовища. Така постановка питання ставить обмеження на верхню та нижню границі допустимих показників довжини хвилі геліоенергетичного променю. Згадаємо, що іонізація тканин живих організмів не починається до тих пір, поки не задіяні ультрафіолетові чи вищі частоти, що цілком задовольняє весь радіодіапазон електромагнітних коливань.

#### Мікрохвильова передача енергії
Вільям Браун продемонстрував в ефірі програми Волтера Кронкайта на CBS News у 1964 році модель гелікоптера, що приводилася у дію за допомогою потужності, переданої дистанційно через мікрохвильовий промінь. У період часу від 1969 року до 1975 року, Бил Браун був технічним директором програми ДжіПіЕль Рейтон (JPL Raytheon), у процесі перебігу котрої транслювалося 30 КВт потужності на 1 милю за допомогою мікрохвилі із коефіцієнтом корисної дії 84 відсотки.
Мікрохвильова передача десятків кіловат потужності цілковито була доведена експериментом під Ґолдстоун у штаті Каліфорнія (1975)
, а також у Гренд Бессин на Реюніон Айленд (1997).
Командою під керівництвом Джона Манкінса знову було продемонстровано мікрохвильову енергетичну передачу від верхівки гори Моуї до острова Гаваї в процесі паралельного забору сонячної енергії. Технологічні виклики щодо побудови матриці, єдиного елемента випромінення та загальної ефективності, а також асоціативні теоретичні обмеження у теперішній час є предметом досліджень, наскільки це було продемонстровано на спеціальній сесії «Аналізу електромагнітних безпроводових систем геліоенергетичної трансляції».

#### Енергетична трансляція лазерним променем
Альтернативою фотоелектронним напівпровідникам, як колекторам сонячної радіації, є певна група високопотужних лазерів із прямою сонячною накачкою.
Навіть за умови, коли транслювання енергоресурсів надвисокочастотним випромінювачем було би ефективнішим, то це вимагало би наявності дуже великого передавача, що називається фазованою антенною решіткою. Відповідно, спосіб використання лазерного променю є менше ефективним, проте складовими компонентами його системи можуть бути індивідуальні супутники, які виводитимуться на орбіту роздільно, на відміну від дуже великої платформи, притаманної антенній мікрохвильовій енерготрансляції.
Масштабна демонстрація променевої трансляції потужності є необхідним кроком на шляху до розробки геліоенергетичних супутників. Передача енергії лазерним променем була передбачена давно багатьма із НАСА, як послідовний крок у процесі подальшої індустріалізації космосу.
В 1980-х дослідники від НАСА працювали над потенційним використанням квантових генераторів для космос-космос застосування енергетичної променевої передачі потужності, в більшості використовуючи у цій розробці Сонце як джерело живлення. Але, у 1989 році було підмічено, що важливо було би передавати корисну енергію на планету із космічного простору також. У 1991 розпочався проєкт «Силен» (SELENE), котрий задіяв методику променевої трансляції потужності для постачання енергією місячної бази.
В 1988 році Ґрантом Лоґаном було запропонована використання наземного лазера для живлення електричного реактивного космічного двигуна. Технічні деталі цього проєкту були проаналізовані у 1989 році. Він аргументував використання ромбових фотоелектронних комірок, що функціонують при температурі 600 градусів для перетворення ультрафіолетового лазерного випромінення. Ця технологія була продемонстрована також у лабораторії. Його ідеї пізніше були адаптовані для практичного використання.

## Вплив геліосистеми наприродне довкілля[49]

Ілюстрація витоків проблеми впливу мікрохвильового радіопроменю на екосистему планети

Зазвичай, постійно піднімається питання про шкідливість впливу мікрохвильового випромінювання на людей та птахів. Дослідження на сьогодні показали, що зразок 2.45 ГГц променю — безпечний. Проте, для того щоб конструктивно проаналізувати цю тему, необхідно розуміти принципи радіо- та мікрохвильового випромінювання.
Потік потужності із космічної геліоенергетичної системи — це не що інше, як радіопромінь. Коли люди чують слово «мікрохвиля», то вони думають про мікрохвильову пічку. Але, напруженість енергопотоку КоГЕС не потребує інтенсивності електромагнітного випромінення, що притаманний згаданому кухонному пристрою, а також сучасні проєкти базуються на параметрах поля над ректеною у сотні разів менших. Якщо бути точнішим — то десь на рівні одної десятої тої, що приходить від Сонця. Космічна геліоенергетична система буде використовувати проєктні частоти, промені яких не поглинаються водяною парою у атмосфері, та вільно проходить крізь хмари і дощ.
Мікрохвилі — нешкідливі і застосовуються у телекомунікаційному зв'язку, а також використання спеціального діапазону частот дозволило би уникнути аби якого поглинання оточуючим середовищем, так як сам промінь мусить розповсюджуватися на далекі відстані.
Самі ректени були би розміщені над місцями, що відвідуються людьми мало, та є безпечними. А також, потужність транслюючого геліопотужності променю була би меншою від сонячного світла у полудень. Проте, присутність енергетичної передачі, що тривала би 24 години на добу на відміну від звичної періодичної природної, та висока ефективність процесу трасформування її у електричний струм, дозволила би повністю компенсувати незначну напруженість електромагнітного поля мікрохвилі. Хоча тварини під ректенами напевно були би цілковито безпечні, але птахи, що пролітають через самісінький промінь, мусили би призвичаїтися до додаткового нагрівання. Необхідно зауважити все-таки, що в цей час[коли?] ще невідомо, чи потрібно запобігати птахам потрапляти у зону простору, якою передається корисна потужність.
Мікрохвильові промені ніяк не схожі на ультрафіолетові чи інші із спектру іонізуючих, котрими кожен омивається просто прогулюючись під відкритим сонцем. Мікрохвилі лише створюють нагрівання, що при незначній інтенсивності самого випромінення є дуже незначним. Причина їх безпечності — низька частота коливання хвилі, що значно менша від деяких із складових прямого сонячного світла чи випромінення, яке генерується екраном телевізора, або монітором комп'ютера, або рентгенівського опромінення, поглинутого тілом пацієнта при візиті до лікаря. Якщо і передача від КоГЕС вбирається біотою, то тільки на рівні нагрівання із показниками близькими до нехтування.
Поточний проєктний рівень інтенсивності поля у промені складає одну десяту тої, що у сонячного. Якщо точніше, то 23 мВт/см² у центрі і тільки 0.1 мВт/см² на краю ректенного комплексу. Також, рівень напруженості швидко падає зі зростанням відстані від центру. В США та Канаді державні стандарти безпеки дозволяють необмежену професійна діяльність за умови наявності довготривалого опромінення мікрохвилями із показником 2.45 ГГц та інтенсивністю 10мВт/см². В Швейцарії, Великій Британії, Франції та Нідерландах існують майже ці самі допустимі обмеження. Деякі країни запровадили лояльніші стандарти, проте всі, найімовірніше, користуються фактором здорового глузду.
Згадаємо також, що величина просочування радіоопромінення мікрохвильової пічки становить 5 мВт/см², та все-ще відповідає стандарту безпеки.
А що, коли промінь, що транспортує потужність, зміститься з ректени? Він не може зсунутися із цілі далеко при значній інтенсивності, бо управляється тяжним сигналом приймача трансляції поточного фокусування. Дану властивість має забезпечувати механізм фазованої антенної решітки для успішного орієнтування енергетичного потоку у просторі при наявності значних відстаней. Якщо промінь і зіб'ється, то це приведе до його розфокусування та радикально зменшить обсяг передачі енергії.